# Daniel Nikolaus Kocher

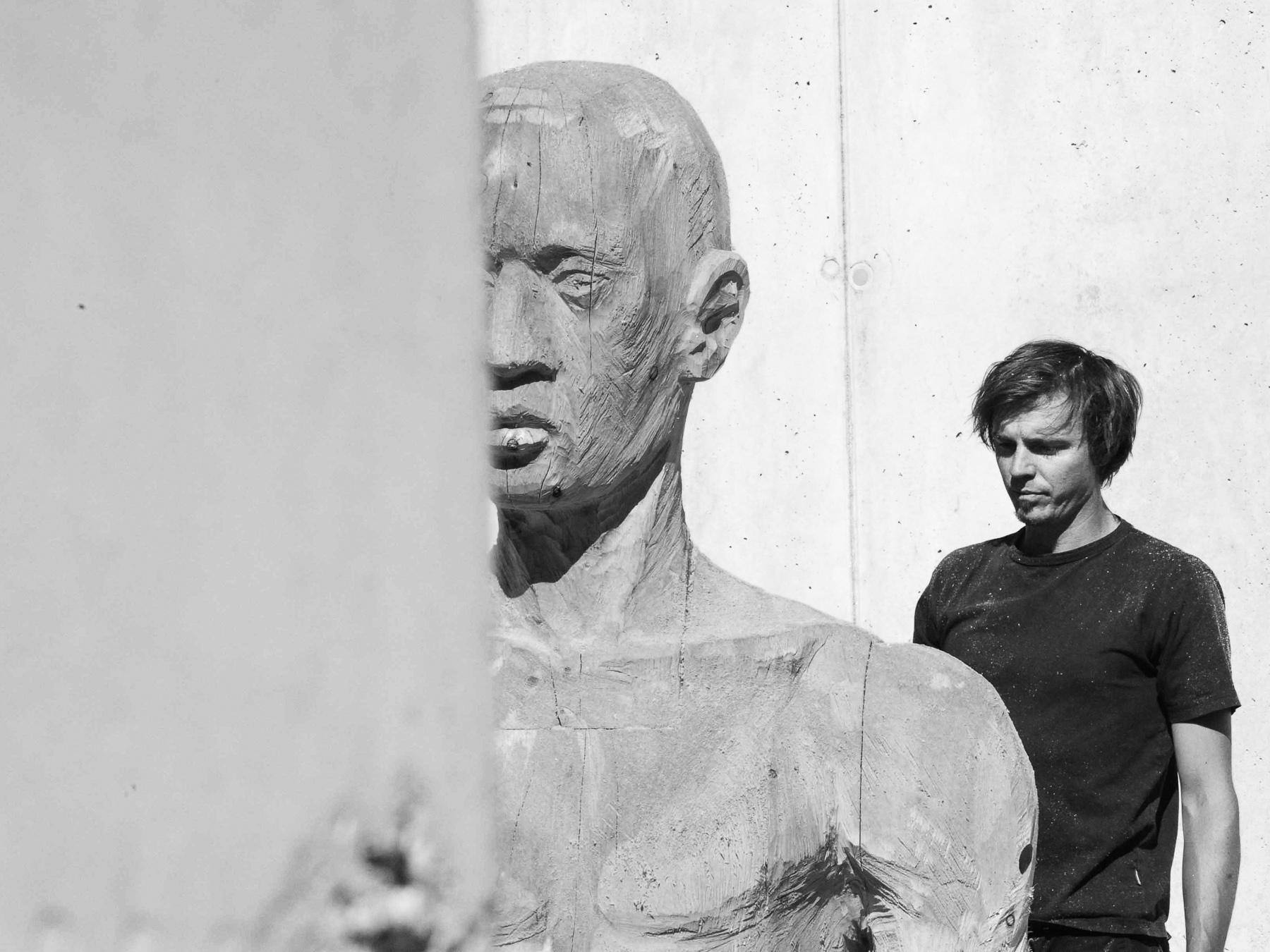
Daniel Nikolaus Kocher

Daniel Nikolaus Kocher (* 1981 in Wenns, Tirol) ist ein österreichischer Künstler und Konzeptionist.

## Leben
Kocher wuchs in Wenns im Pitztal auf. Ab einem Alter von elf Jahren verbrachte er sieben Sommer in den Pitztaler, Kaunertaler und Lechtaler Alpen als Hirte auf Almen, was ihn laut eigener Aussage sehr prägte. 1997 besuchte er die Fachschule für Bildhauerei in Elbigenalp und machte dort 2001 seinen Abschluss. Nach dem Zivildienst bei der Rettung folgte 2002 der Schritt in die Selbständigkeit. Er arbeitete von der kleinen Werkstätte des Großvaters aus und besuchte in den folgenden Sommermonaten in Deutschland, Österreich, Italien und Frankreich Bildhauersymposien, wo seine ersten überlebensgroßen Skulpturen entstanden.
Von 2005 bis 2007 besuchte Kocher in München die Meisterschule für Bildhauerei und kehrte danach in seine Heimat zurück, wo er eine eigene Werkstatt betrieb. Ein Jahr später zog er nach Wien und eröffnete dort 2009 sein Atelier in der Westbahnstraße im siebten Bezirk. Zeitgleich ergaben sich für Kocher die ersten Großprojekte in Vorarlberg und Tirol, weshalb er mit seiner Lebensgefährtin zurück nach Tirol zog. Seit 2015 lebt und arbeitet er in seinem Wohn- und Atelierhaus in Wenns.

## Werke und Ausstellungen
- 2004–2011: Bau der Schneebühnen für die Bregenzer Festspiele in Lech
- 2006: Bau des 7,5 Meter hohen Trojanischen Pferd für die Glyptothek München
- 2007:Rauminstallation Green Cube, Kunststraße
- 2008: Mist`08 - Agroaurium - Installation in Tarrenz, Lichtinstallation an der Bezirkshauptmannschaft Imst
- 2009: Konzeption und Künstlerische Leitung „der grüne Ring“ mit Autorin Daniela Egger
- 2010: Ausstellung Stadtmuseum St. Pölten, Landschaftsinstallation Wasserscheide Flexenpass (Lech)
- 2011: Möblierungskonzeption und Erscheinungsbild - der Lechweg (in Zusammenarbeit mit Andreas Koop)
- 2013: Skulpturale Holzmonumente, Taurin (6,5 Meter aus Lärchenholz) und Isidor von Puchberg (4,8 Meter aus Zirbenholz)
- 2013: „Domus“ skulpturale Umsetzung Sendlerhof/Kirchplatz in Wenns
- 2014: Platz 1 VLOW!award Stadtentwicklungsprozess Dornbirn im Künstlerkollektiv[1]
- 2017: „türe“ ein Kunstprojekt am grünen Ring
- 2018: Gargellner-Fenster Projekt im Montafon
- 2019: Dorfentwicklungskonzept „WENNSwird“
- 2020: Museumskonzeption - Lermooser Zwischentoren

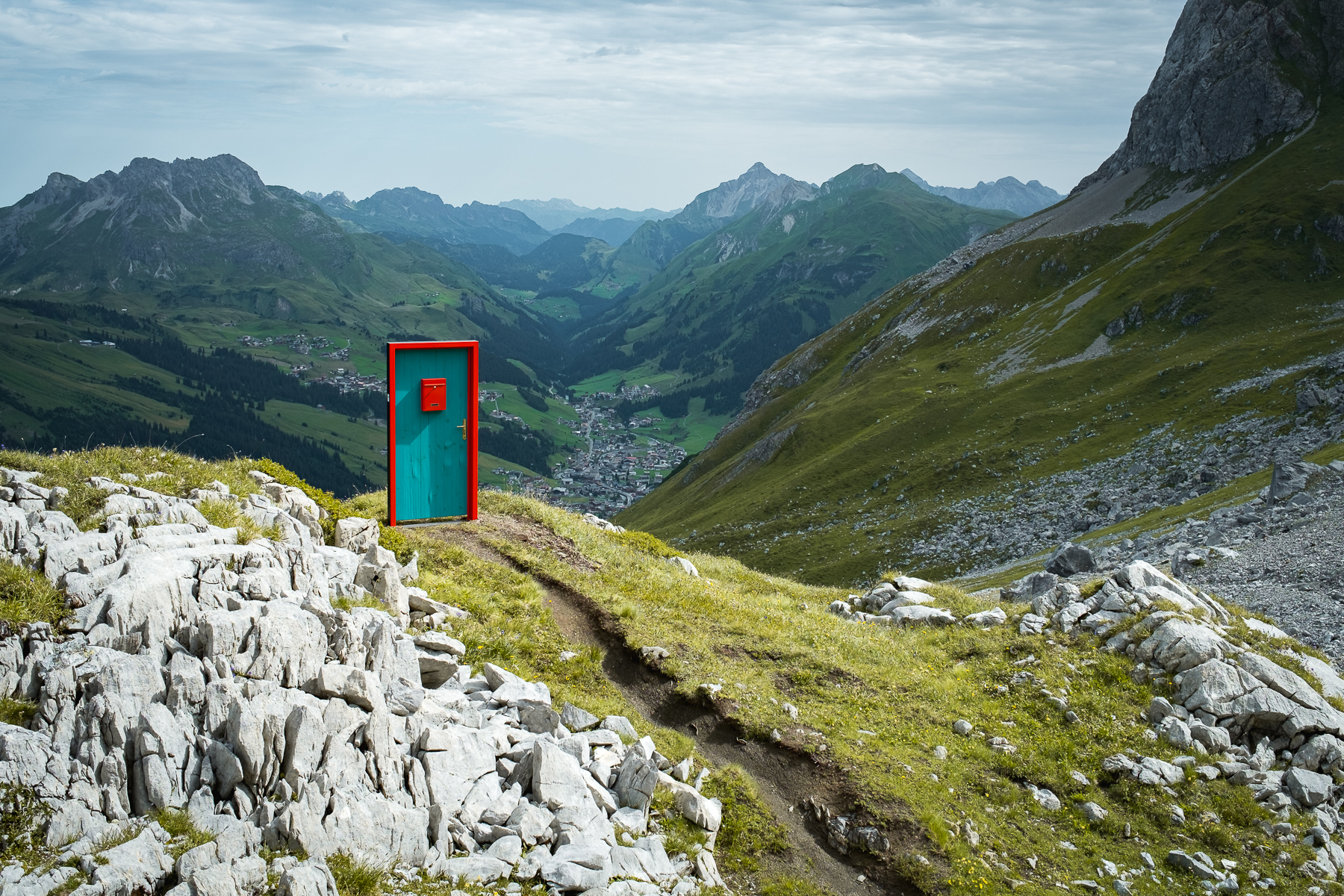
Kunstprojekt „türe“
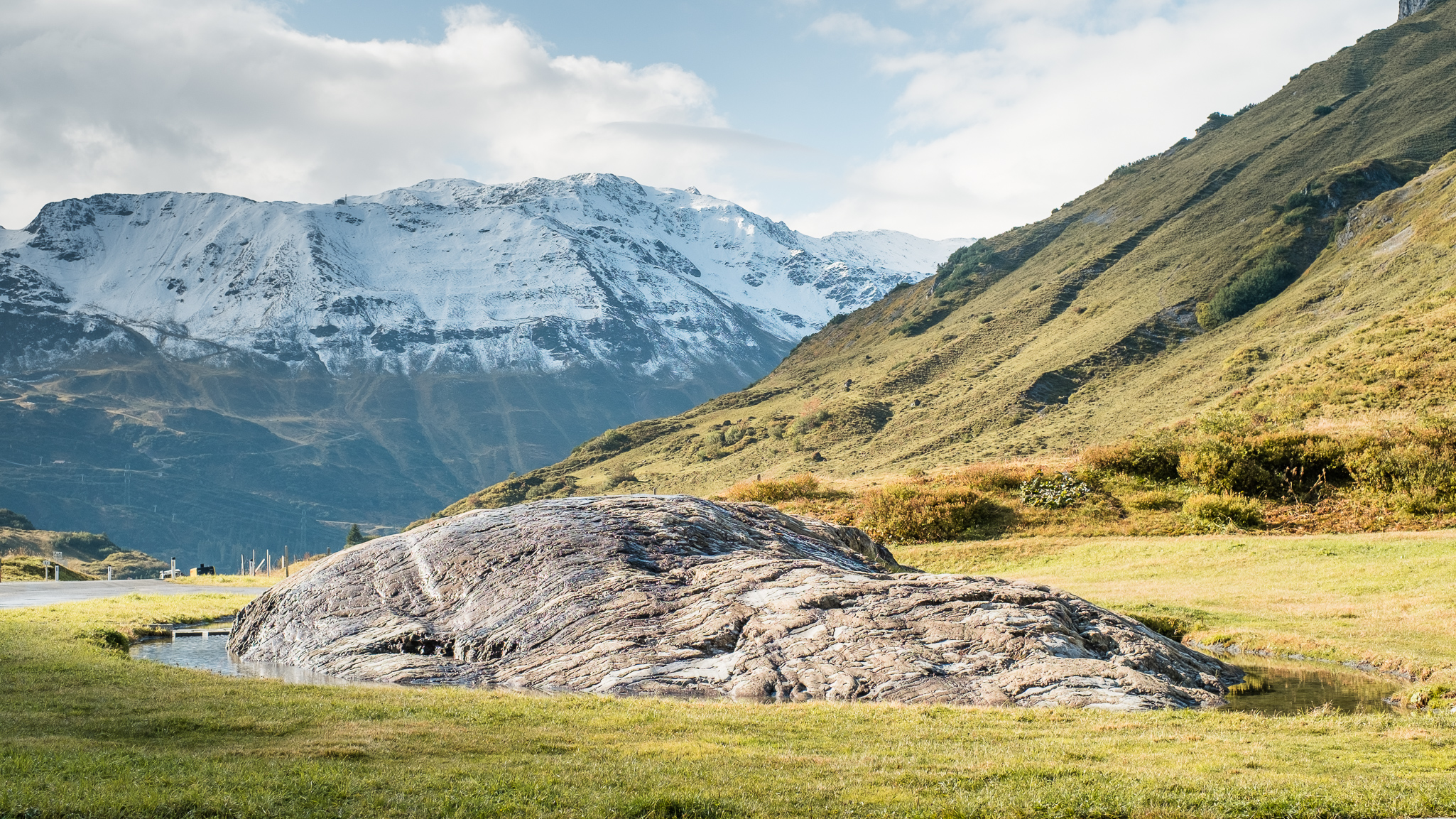
Wasserscheide – Landschaftsinstallation am Flexenpass
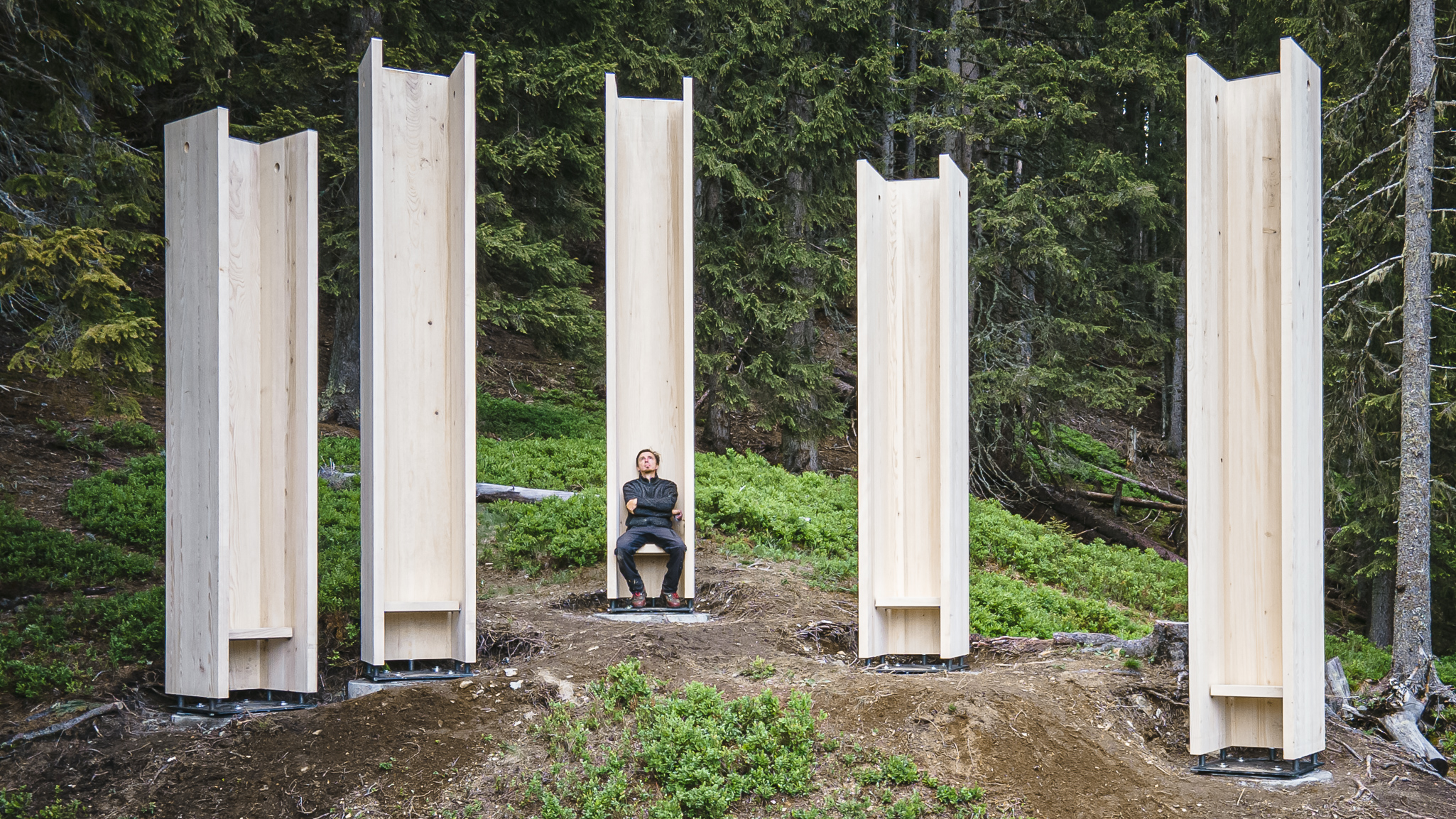
Miorama – Landschaftsinstallation in Gargellen
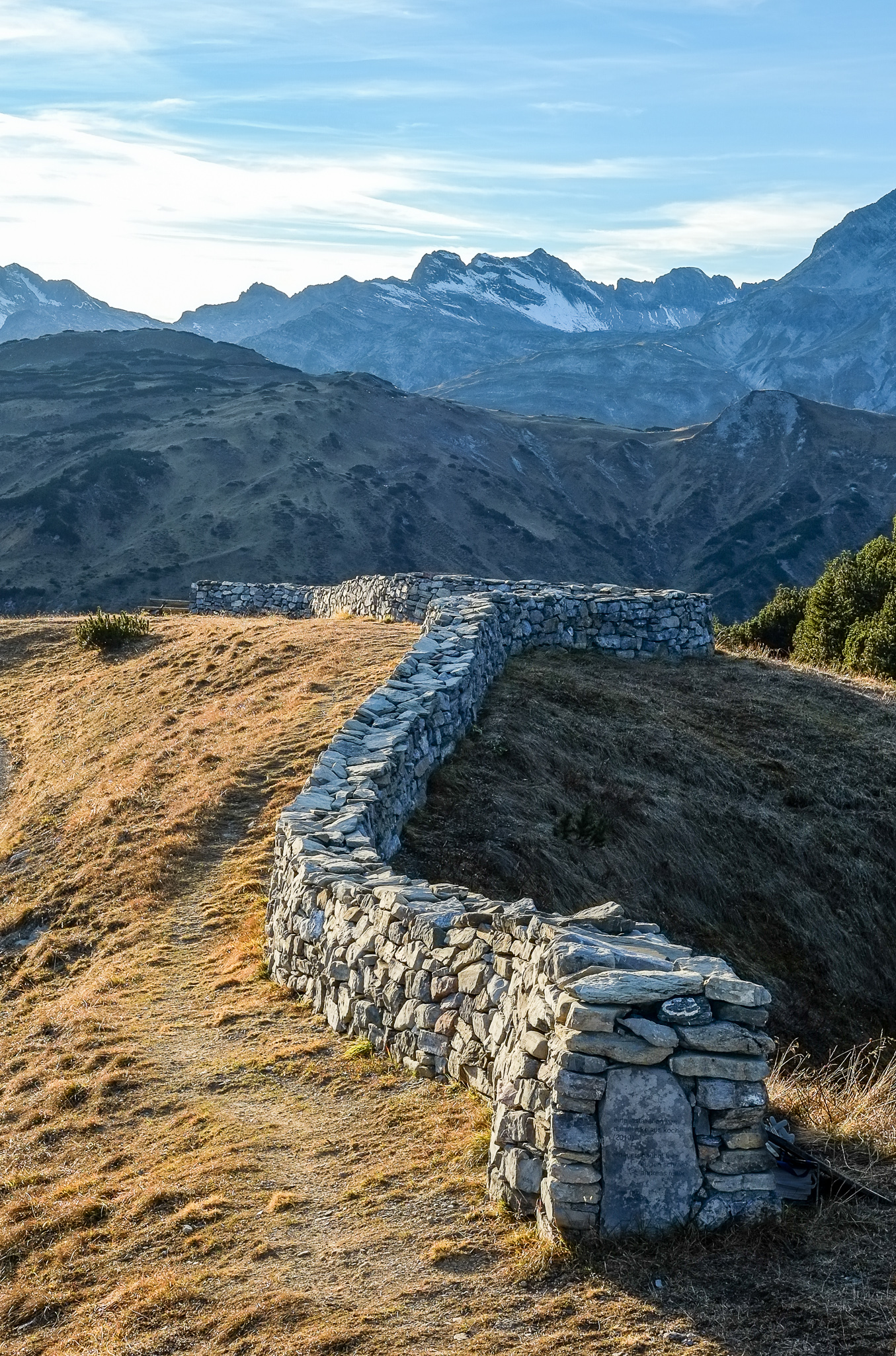
Chluppa – Installation am grünen Ring